# Listă de conducători de stat din 588
584 - 585 - 586 - 587 - 588 - 589 - 590 - 591 - 592
Aceasta este o listă a conducătorilor de stat din anul 588:

## Europa
- Anglia, statul anglo-saxon Bernicia: Theodric (rege, 586-593)
- Anglia, statul anglo-saxon Deira: Aelle (rege, 558/560-588/590) și Ethlerich de Bernicia (rege, 588/590-cca. 597)
- Anglia, statul anglo-saxon Kent: Ethelberht I (rege, 562/565-618)
- Anglia, statul anglo-saxon Mercia: Creoda (585-cca. 597)
- Anglia, statul anglo-saxon Sussex: rege necunoscut
- Anglia, statul anglo-saxon Wessex: Ceawlin (rege, 560-591)
- Bavaria: Garibald I (duce din dinastia Agilolfingilor, 555-592)
- Benevento: Zotto (duce, 571-591)
- Bizanț: Mauriciu (împărat din dinastia Justiniană, 582-602)
- Francii cu sediul la Metz (Austrasia): Childebert al II-lea (rege din dinastia Merovingiană, 575-595 sau 596; totodată, rege al francilor cu sediul la Orléans-Burgundia, 593-595 sau 596)
- Francii cu sediul la Orléans: Gunthchramn (rege din dinastia Merovingiană, 561-593)
- Francii cu sediul la Soissons (Neustria): Chlothar al II-lea (rege din dinastia Meroviangiană, 584-629; totodată, rege al francilor din Austrasia și Burgundia, 613-629)
- Friuli: Gisulf I (duce, 568/cca. 584-590)
- Gruzia, statul Khartlia (Iberia): Guaram I (suveran, 588-cca. 590)
- Longobarzii: Autharic (rege, 584-590)
- Ravenna: Smaragdus (exarh, 585-589, 603-611)
- Scoția, statul picților: Gartnait (Garnard) al IV-lea (rege, 586/587-597?)
- Scoția, statul celt Dalriada: Aedan (rege, 574-608?)
- Spoleto: Faroald I (duce, 570-592)
- Statul papal: Pelagius al II-lea (papă, 579-590)
- Vizigoții: Recared I (rege, 586-601)

## Asia

### Orientul Apropiat
- Bizanț: Mauriciu (împărat din dinastia Justiniană, 582-602)
- Persia: Hormizd al IV-lea (suveran din dinastia Sasanizilor, 579-590)

### Orientul Îndepărtat
- Cambodgia, statul Tjampa: Rudravarman I (rege din a patra dinastie, 529?-605)
- Cambodgia, statul Chenla: Bhavavarman I (rege, cca. 580-cca. 598)
- China: Houzsu (Chen Shubao) (împărat din dinastia Chen, 582-589)
- China: Yang Jian (Wendi) (împărat din dinastia Sui, 581-604)
- Coreea, statul Koguryo: P'yongwon (Yangsong) (rege din dinastia Ko, 559-590)
- Coreea, statul Paekje: Widok (Ch'ang) (554-598)
- Coreea, statul Silla: Chinp'yong (Paekchong, rege din dinastia Kim, 579-632)
- India, statul Chalukya: Kirtivarman I Ranaparahrama (566/567-597/598)
- India, statul Pallava: Simhavișnu (rege din a doua dinastie, cca. 574-cca. 600)
- Japonia: Sușun (împărat, 587-592)
- Sri Lanka: Aggabodhi I (rege din dinastia Silakala, 559-592)
- Vietnam, imperiul Van-Xuan: Ly Phat Tu (Hau-de) (împărat din dinastia Ly timpurie, 571-603)